# Llista de personatges de Jurassic Park
Aquest article és una llista dels personatges que apareixen en la novel·la de Michael Crichton, Jurassic Park i la seva segona part, The Lost World. També es donen detalls sobre els papers dels personatges de les adaptacions al cinema de Steven Spielberg, Parc Juràssic i The Lost World: Jurassic Park, com també de Jurassic Park III. Jurassic Park III, va ser dirigida per Joe Johnston, no és una adaptació, però conté personatges i esdeveniments basats en les novel·les de Crichton.

## Jurassic Park
Jurassic Park és una novel·la de ciència-ficció del 1990 escrita per Michael Crichton, adoptada en una pel·lícula estrenada el 1993. A mesura que la novel·la comença, l'empresari multimilionari John Hammond crea un parc de diversions d'alta tecnologia a l'Illa Nublar (una illa fictícia de Costa Rica) ple de dinosaures clonats utilitzant ADN trobat en els insectes prehistòrics. Per tal d'obrir el parc, primer intenta obtenir l'aprovació de diversos experts en diferents camps, i convida els paleontòlegs Alan Grant i Ellie Sattler, el matemàtic Ian Malcolm, i l'advocat del seu inversor, Donald Gennaro, per recórrer el parc. En arribar, els experts comencen a descobrir errors en el sistema, com ara els dinosaures en els corrals equivocats i les proves dels dinosaures que es reprodueixen en el medi silvestre. Aquests errors es produeixen tot i que igualment, Jurassic Park, està a càrrec dels enginyers informàtics i experts de primer nivell en sistemes tècnics. Poc després, a causa d'un huracà i d'un sabotatge industrial per part d'un tècnic de la mateixa empresa, el parc se sotmet a diversos errors tècnics i els dinosaures escapen de les seves gàbies. Un tiranosaure ataca el grup, que els separa, i el personal fa un intent desesperat per recuperar el control de la situació. Com Ian Malcolm havia predit des del principi, queda molt clar que mai havia estat res sota control. Sovint considerat com un conte amb moralitat sobre bricolatge biològic en el mateix esperit de Mary Shelley a Frankenstein, el llibre utilitza el concepte matemàtic de la teoria del caos i les seves implicacions filosòfiques per explicar el col·lapse inevitable del parc.
Les dues parts de la pel·lícula tenen lloc a l'Illa Sorna, una illa propera coneguda com a "lloc B", on els dinosaures van ser dissenyats i alimentada per uns pocs mesos, abans de ser traslladat a l'illa Nublar, la ubicació del parc de diversions.

### Dr. Alan Grant

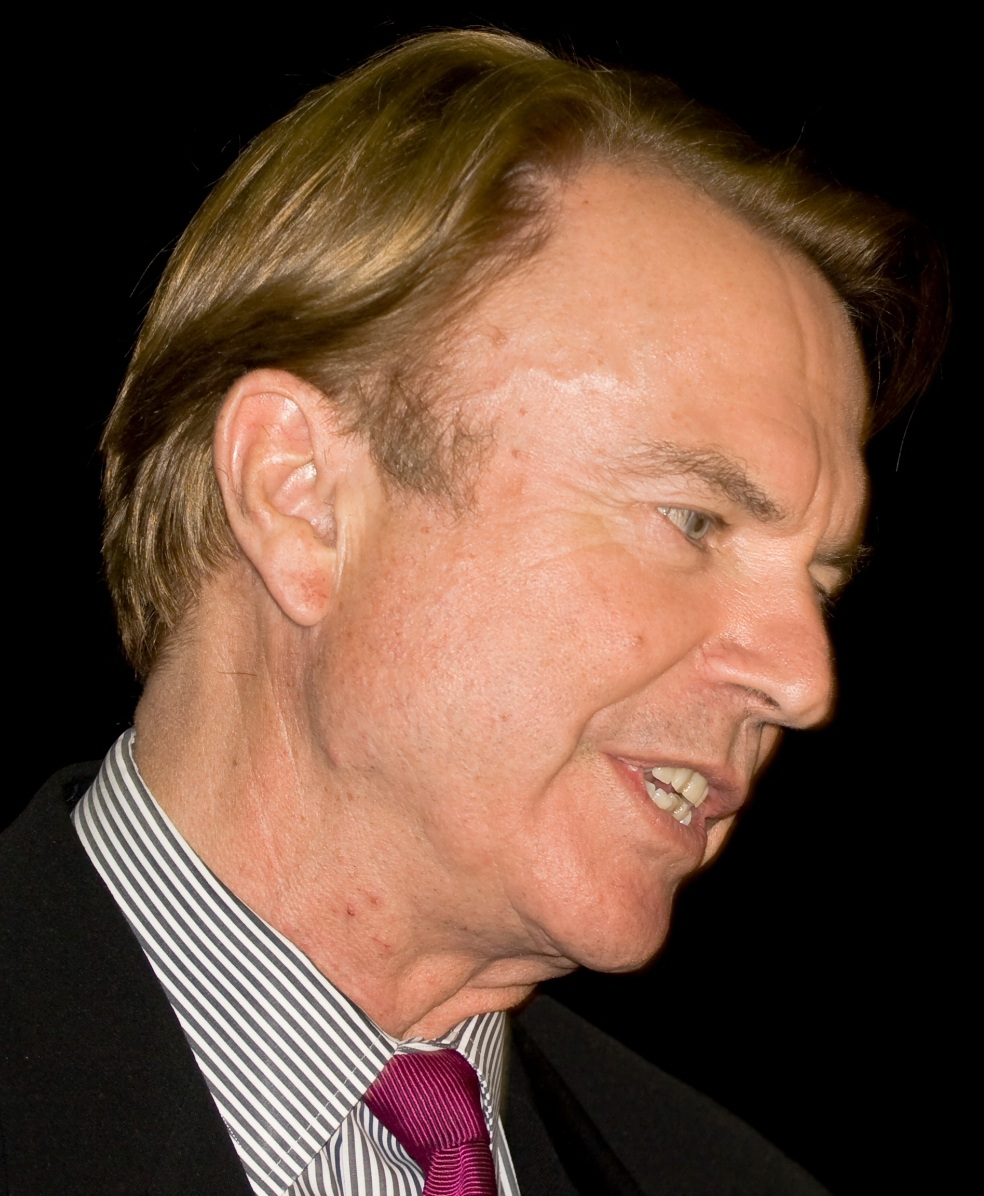
Sam Neill és el personatge Alan Grant en la primera pel·lícula de Jurassic Park

- Apareix a: Jurassic Park (novel·la i pel·lícula), Jurassic Park III
- Interpretat per: Sam Neill[2]

El Dr. Alan Grant és un dels protagonistes en la primera novel·la, com també en la primera i tercera pel·lícula. En la novel·la, en Grant es descriu com un pit de barril, l'home amb barba i una forta afinitat pels nens, especialment els interessats en els dinosaures. En Grant, es basa en el paleontòleg Jack Horner, es diu que és un dels paleontòlegs més famosos del món, que s'especialitza en Hadrosaures i altres dinosaures amb bec d'ànec, com el Maiasaura. Els seus èxits científics, entre ells la primera descripció de maiasaures, són de Robert R. Makela i Jack Horner. El seu personatge en la pel·lícula, interpretat per Sam Neill, té elements similars a l'heroi d'aventures Indiana Jones, com el fet que també porta sovint un barret.
El Dr. Grant él el primer que es va acostar a John Hammond, el multimilionari i excèntric creador de Jurassic Park, per fer un recorregut pel parc i donar-li suport perquè els seus inversors estiguessin més segurs. Veient que era difícil de rebutjar una sol·licitud d'un donant financer important, en Grant accepta, sense saber que en Hammond havia aconseguit clonar dinosaures reals. Quan les criatures fugen, en Grant queda atrapat al parc amb els nets d'en Hammond. Al llarg de l'aventura, el Dr Grant i els dos nens exploren el parc tractant de trobar el seu camí de retorn a la resta del grup. A la pel·lícula, molt d'aquest temps s'omet, amb només uns pocs esdeveniments principals que ocorren en la pantalla.
En la segona novel·la, que fa només una aparença, proposa una teoria que el Tyrannosaurus rex no pot estar en climes plujosos i però tots els oients pregunten pel paleontòleg Richard Levine sobre els rumors que envolten InGen en clonar dinosaures, i aquest el titlla com "absurd".
La pel·lícula retrata una personalitat molt diferent a la de la novel·la. En les pel·lícules, el Doctor Grant té una personalitat introvertida i no li agraden els nens. Al llarg de la primera pel·lícula, però, està amb els dos fills que l'acompanyaven, enTim i la Lex. Això es va fer perquè Spielberg volia "proveir una font de tensió dramàtica que no existia en la novel·la". A la pel·lícula, el Doctor Grant s'especialitza en el velociraptors, i creu que les aus estan estretament relacionats amb els dinosaures. Al final de la pel·lícula, la seva experiència a l'illa canvia el seu punt de vista, dels nens (i els dinosaures) i decideix no avalar Jurassic Park.
És el personatge central de Jurassic Park III. En els anys posteriors a Jurassic Park, en Grant continua les seves investigacions sobre els velociraptors i proposa teories sobre la seva intel·ligència. En Grant accepta a contracor unir-se amb una parella rica en un viatge aeri a l'Illa Sorna, "el lloc B" de Jurassic Park, a canvi de fons per a la seva excavació. A causa d'un accident d'avió, però, el Dr Grant i els altres es queden encallats a l'illa. Durant la navegació per l'illa, s'adona, molt al seu pesar, que les seves teories sobre velociraptors eren correctes. Descobreix que Velociraptors tenen una intel·ligència avançada i estan habilitats de comunicació. Aconsegueixen escapar de l'illa a través d'una operació de rescat dirigida per Ellie Sattler.
En l'univers de Jurassic Park, en Grant se li atribueix haver escrit almenys dos llibres populars sobre els dinosaures. Mentre a Jurassic Park i Jurassic Park III, les seves obres es fan referència en Tim respectivament.

### Dr. Ian Malcolm

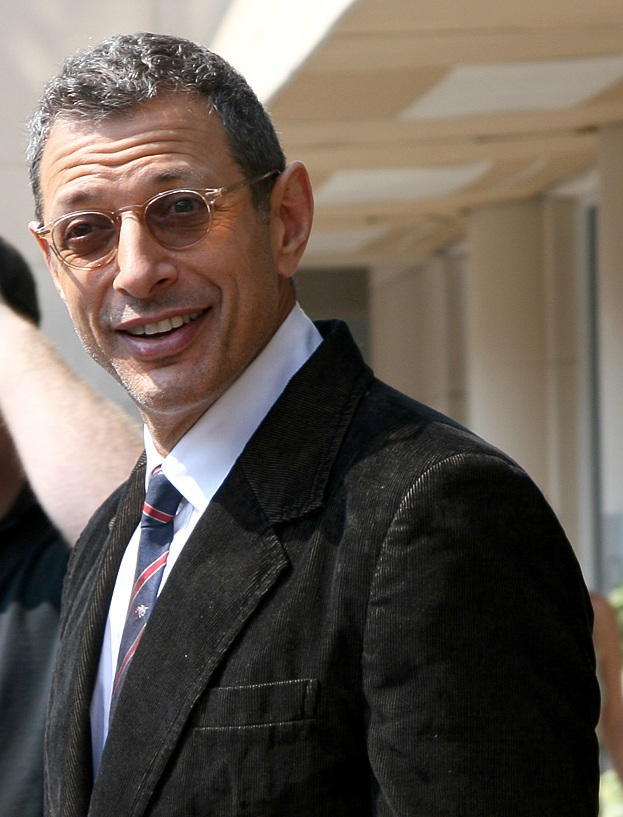
Jeff Goldblum ha mostrat interès a repetir el seu paper com Ian Malcolm en la pròxima pel·lícula de Jurassic Park IV.

- Apareix a: Jurassic Park (novel·la i pel·lícula), The Lost World (novel·la i pel·lícula)
- Interpretat per: Jeff Goldblum

El Dr. Ian Malcolm és una altra figura clau en l'univers de Jurassic Park. El personatge d'Ian Malcolm tracta ser el comentarista "irònic dins de la història que parla de l'acció, que es porta a terme". Ell és matemàtic al Santa Fe Institute especialitzat en la teoria del caos. El seu personatge està basat en dos, Ivar Ekeland i James Gleick. L'estil de la roba tot-negre d'en Malcolm, reflecteix la de Heinz-Otto Peitgen, un matemàtic que va escriure un llibre ricament il·lustrat sobre els fractals.
Al llarg de la primera novel·la, fa diverses prediccions sobre la base de la teoria del caos sobre les conseqüències i el fracàs final d'intentar controlar la natura. Aquestes prediccions sovint demostren ser correctes. Durant la seva estada a l'illa, en Malcolm cau greument ferit durant l'atac inicial del Tiranosaure. Ell sobreviu i és portat de nou al "Centre de Visitants", i passa la resta de la novel·la en llit, en general sota la influència d'altes dosis de morfina, sense deixar de formular observacions sobre els defectes inherents del Parc i el col·lapse imminent. Tot i que es declara mort al final de la novel·la, en la continuació, s'explica el contrari. A causa de l'oportuna intervenció de Costa Rica, els cirurgians aconsegueixen estabilitar-lo, però acaba amb una lesió permanent a la cama, que requereix un bastó per caminar.
En Malcolm és el protagonista principal de la segona novel·la. En aquesta ocasió, se li va demanar unir-se a una expedició a l'Illa Sorna, lloc secundari de Jurassic Park, per l'acabalat aventurer Richard Levine. En Malcolm inicialment es nega, però decideix anar sent que Levine ha anat sola i està atrapada a l'illa. En Malcolm es fa càrrec de l'expedició que queda d'en Levine i munta un rescat. El Ian Malcolm d'aquesta novel·la és més dinàmic i vigorós, i sembla saber molt més sobre els dinosaures. Igual que a la primera novel·la, però, en Malcolm es torna a ferit en un atac dels dinosaures, però sobreviu. En l'adaptació cinematogràfica de la segona novel·la, en John Hammond contracta en Malcolm i altres persones per visitar l'illa per tal de documentar els dinosaures en el seu hàbitat natural. En Malcolm està d'acord, però només per rescatar la seva nòvia, la Dra. Sarah Harding, que ja havia explorat per l'illa. Un cop allà, l'equip s'ha d'enfrontar a una tempesta, els dinosaures amenaçadors i una intenció d'expedició del seu rival en la collita dels dinosaures de Jurassic Park-com l'atracció al continent.

### Dr. Ellie Sattler
- Apareix a: Jurassic Park (novel·la i pel·lícula), Jurassic Park III (pel·lícula), The Lost World (novel·la)
- Interpretada per Laura Dern

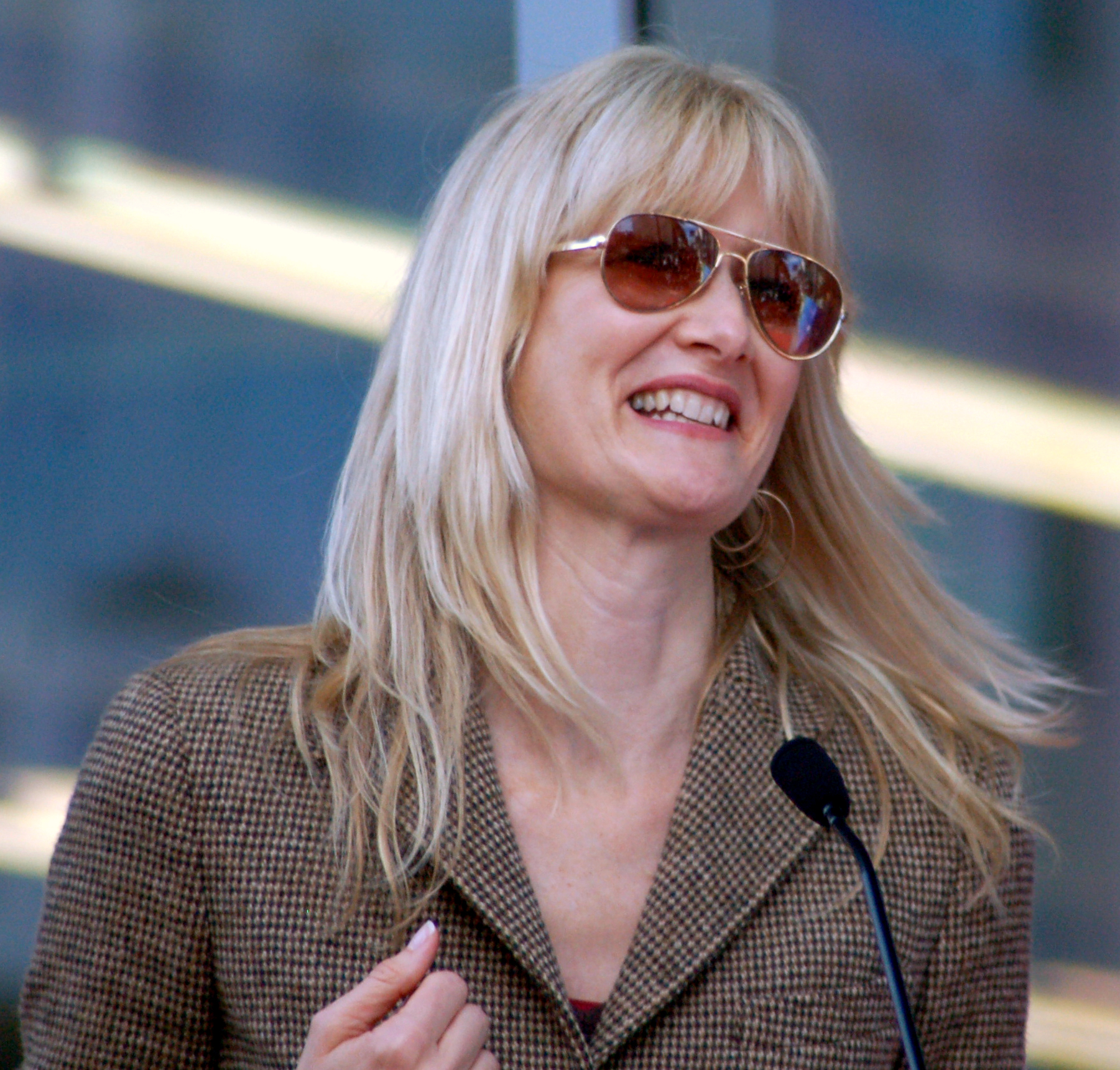
Laura Dern és Ellie Sattler en la pel·lícula.

Ellie Sattler és, en la novel·la, una estudiant graduada especialitzada en paleobotànica de Montana i treballa amb el Dr. Alan Grant. Ella acompanya al Dr. Grant en una gira per preservar els dinosaures de InGen. Tot i que inicialment s'emociona en recórrer el parc, ella se sent decebuda per la poca atenció que el personal ha prestat a la reproducció de la vida vegetal prehistòrica, com per exemple mitjançant la col·locació de les plantes verinoses a tot arreu i a prop de les piscines. Mentre que la resta del grup viatja pel Parc per la Land Cruiser, es queda amb el Dr Harding, el veterinari del parc, per ajudar a descobrir la causa de la malaltia del Stegosaurus. Després de l'atac del T-Rex, ella ajuda al Dr. Harding a curar les ferides de Ian Malcolm. Durant l'assalt dels Velociraptors al centre de visitants, Sattler s'utilitza a ella mateixa com a esquer en un intent de distreure a un grup de velociraptors tractant d'entrar a la casa de camp. Tot i que sobreviu als esdeveniments de la novel·la, ella no té un paper en la continuació de la novel·la. S'esmenta de passada que s'havia casat amb un físic de Berkeley, i que fa conferències de convidada sobre pol·len prehistòric.
L'Ellie té un paper més dominant en la primera pel·lícula que a la novel·la. Steven Spielberg va escriure a Ed Regis per causar que en Gennaro es morís a prop del començament de la pel·lícula, de manera que l'Ellie pogués fer moltes de les coses fetes per Donald Gennaro de la novel·la. A la pel·lícula, és Ellie qui s'aventura fora del búnquer amb en Muldoon per portar els sistemes del parc, l'energia de nou en línia. A més, a la pel·lícula, l'Ellie és alhora un metge de la paleobotànica i té una relació amorosa amb el doctor Grant. L'Spielberg va fer això no només per afegir tensió a la pel·lícula, sinó també perquè sentia que ella no rep suficient atenció en el llibre.
Ella apareix breument a Jurassic Park III. Segons la pel·lícula, la seva relació amb el doctor Grant va acabar després de la primera pel·lícula, però segueixen sent amics propers. Ella està casada amb Marc Degler, un advocat del Departament d'Estat dels EUA que s'especialitza en dret d'acords. Ells viuen a Washington, DC amb els seus fills i convida Alan per sopar. Més tard, quan es queda atrapat a l'illa, en Grant demana ajuda a l'Ellie. Ella li diu al seu marit, que enviï a la Marina dels EUA a rescatar-los.

### John Hammond

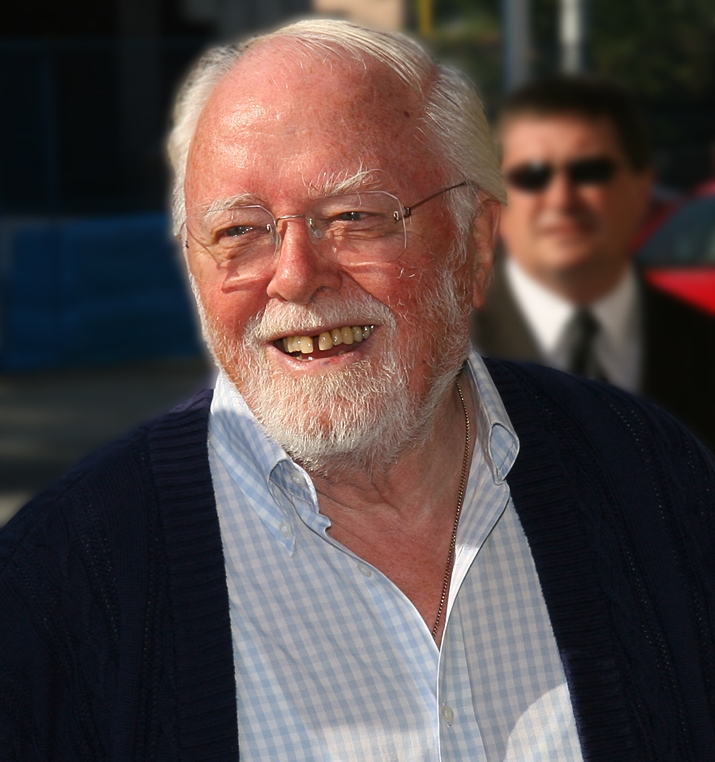
Spielberg va demanar a Richard Attenborough fer el paper de John Hammond, el creador del parc.

- Apareix a: Jurassic Park (novel·la i pel·lícula), The Lost World (pel·lícula)
- Interpretat per Richard Attenborough

John Hammond és un dels antagonistes principals de la novel·la. És el propietari de Jurassic Park i fundador de InGen. Segons la novel·la, el seu nom complet és John Alfred Hammond, però en un videojoc basat en la pel·lícula, es coneix com a John Parker Hammond. Encara que no segueix el model de ningú en particular, en una entrevista a Crichton, va explicar que en Hammond era com el "costat fosc de Walt Disney". Es retrata com un CEO fred, excèntric i interessat només a obtenir beneficis i tenir èxit en la creació dels dinosaures. Quan explica amb el Dr. Wu per què va decidir gastar els seus diners en un parc de diversions en lloc d'ajudar la humanitat, Hammond va respondre: "Això és una idea terrible. Un ús molt deficient de les noves tecnologies ... ajudar la humanitat és un negoci molt arriscat. Personalment, jo mai ajudaré a la humanitat. "
A la novel·la, Hammond, porta poca responsabilitat pel parc o els seus fracassos i, en canvi culpa a altres de qualsevol cosa que vagi malament. Arriba a la conclusió que les persones que seleccionades com el personal directiu del parc tenen defectes de caràcter que impedeixen la seva visió per al parc de fer-se realitat. Durant els esdeveniments de la novel·la, ell roman en la relativa seguretat del centre de visitants, sense deixar de creure que està sota control, així com la situació greu al seu voltant creix. Quan els seus nets es perden al parc, manté la seva creença que l'ordre aviat serà restaurat i que els nens no estan en perill real. A prop del final de la novel·la, quan el personal recupera el control del parc, surt de l'edifici. Es racionalitza el desastre de la manera freda d'un analista de sistemes corporatius, decidint que tot el que ha succeït no era més que una casualitat i que la pròxima vegada ho farà millor, creient que ell pot utilitzar aquesta catàstrofe per resoldre els problemes posteriors. Mentre que ell és, però, se sorprèn pel so d'un rugit de T-Rex, cau a sota d'un turó i es trenca el turmell. Ell és incapaç de pujar el turó i posteriorment és assassinat per un grup de Procompsognathus.
En un marcat contrast amb la seva personalitat freda, es mostra indiferent a la novel·la, el retrat d'en Hammond és molt diferent en les pel·lícules. El seu personatge de cinema és com un avi simpàtic que té bones intencions i sembla menys interessat en els beneficis que la seva contrapart de la novel·la. En Hammond de la pel·lícula té una comprensió més profunda i emocional de la creació d'atraccions per a nens i famílies, i vol fer d'aquesta atracció una realitat científica (a diferència d'una il·lusió). No obstant això, ell està equivocat en la seva creença ferma que les seves creacions estan sota control, ja que subestima el poder de la genètica. També té poc respecte per la doctrina de la investigació científica, estant més interessats en les aplicacions de l'enginyeria genètica que en les implicacions morals d'aquestes creacions. Quan el sistema de seguretat es trenca, ell i el seu equip treballen per restaurar l'energia i rescatar els experts i els seus nets, mentre que es queda en una sala de control segura. Al final de la pel·lícula, ja que ell i els altres supervivents poden sortir de l'illa, reconeix els perills que ell mateix havia creat. En Hammond surt de l'illa de bon grat, però de mala gana, i és vist per última vegada reflexionant sobre el potencial i el perill del que les seves creacions representades. En la segona pel·lícula, ell és més gran i sembla estar en problemes de salut. La seva posició com a director executiu ha estat arrabassat pel seu nebot, de manera que dedica els recursos que ha deixat de manteniment dels dinosaures del lloc B aïllats de la resta del món. El seu nebot, però, organitza una gran expedició per capturar dinosaures tants com sigui possible i poder fer una reconstrucció de Parc Juràssic al continent. En un intent per detenir-lo, en Hammond envia un petit grup, incloent a un reticent Ian Malcolm, per interceptar-los. Al final, l'expedició s'acaba i en Hammond és capaç de defensar públicament la seva idea de deixar els dinosaures en pau a l'illa.

### Dr. Martin "Marty" Guitierrez
- Apareix a: Jurassic Park (novel·la), The Lost World (novel·la)

Dr. Marty Guitierrez és un biòleg americà que viu a Costa Rica. Ell té un paper explicatiu de les dues novel·les. A la primera novel·la, es descobreix que un llangardaix desconegut que ataca una nena semblant a un Basilisc amoratus. Ell està inicialment content amb aquesta identificació perquè el llangardaix era més tòxic del que s'esperava i tenia tres dits dels peus. Es busca a la platja, on el que va ser atacat i troba el cadàver d'un llangardaix similar a un mico aullador, que ràpidament s'envia al laboratori per a malalties tropicals a la Universitat de Colúmbia a Nova York per a estudis posteriors.
A la segona novel·la, troba i mostra en Richard Levine un cadàver sec d'una criatura desconeguda, curiosament similars a les que es troben abans de l'incident de Jurassic Park. S'informa en Levine que ningú sap d'on venen aquestes criatures.

### Alexis Murphy
- Apareix a: Jurassic Park (novel·la i pel·lícula), The Lost World (pel·lícula)
- Interpretat per Ariana Richards

Alexis Murphy ("Lex") és la germana d'en Tim Murphy i la neta d'en John Hammond. Una noia de cabell ros, d'uns set o vuit anys, se la descriu com "una noia jove que li agrada el beisbol", i porta un guant i una gorra de beisbol a tot arreu. El seu comportament egoista i infantil sovint molesta la gent al seu voltant i la posa a ella i el grup en perill. Al llarg de la novel·la, mostra les característiques del seu avi, John Hammond, com ser insensible, descuidat i que no aprecia dels esdeveniments que ocorren al seu voltant.
En la pel·lícula de Spielberg del 1993, Lex és la més gran dels dos germans i té una personalitat completament diferent, semblant a la del seu germà de la novel·la. A la pel·lícula, Lex té coneixements avançats d'informàtica que ajuden els supervivents d'escapar d'un grup de Velociraptors. Encara que al principi s'espanta de molts dels dinosaures, Lex finalment guanya maduresa i coratge, i el seu coneixement és fonamental per reiniciar els sistemes del Parc. Igual que el Dr. Ellie Sattler, la personalitat de Lex s'ha millorat per afegir forts personatges femenins de la pel·lícula. Ella fa un cameig en la segona pel·lícula quan Ian Malcolm ve a visitar a John Hammond.

### Tim Murphy
- Apareix a: Jurassic Park (novel·la i pel·lícula), The Lost World (pel·lícula)
- Interpretat per Joseph Mazzello

Timothy Murphy (Tim) és el germà de Lex Murphy i el net d'en John Hammond. Se'l descriu com un noi amb ulleres d'uns onze anys que té un interès pels dinosaures i els ordinadors. La seva rapidesa en el pensament i coneixement enciclopèdic dels dinosaures ajuda el grup en diverses ocasions, i en Tim és fonamental en el descobriment que els dinosaures s'han escapat de l'illa, així com la recuperació dels mitjans per advertir a la zona continental a temps. Més tard, l'enginy d'en Tim i els coneixements tècnics li permeten navegar pels sistemes informàtics del Parc i reactivar els sistemes de seguretat físics abans que els velociraptors accedeixin al centre de visitants. La seva experiència professional en matèria de dinosaures rivals del doctor Grant, i és clarament superior a la del Dr. Henry Wu, el científic que va crear als dinosaures. Ja familiaritzat amb el seu treball abans que es trobessin, en Tim gairebé immediatament entaula una amistat amb el doctor Grant. Segons en Grant, "és difícil no agradar a algú tan interessat en els dinosaures". El pare d'en Tim no comparteix el seu interès per la paleontologia, de manera que l'interès als dinosaures fan que es formi un vincle instantani amb en Tim durant la seva estada al parc.
A la pel·lícula de Spielberg, les personalitats d'en Tim i la Lex es van intercanviar de manera que en Lex va ser la germana gran. Això es va fer perquè Spielberg podria treballar específicament amb l'actor Joseph Mazzello, que era més jove que Ariana Richards.

### Dr. Lewis Dodgson
- Apareix a: Jurassic Park (novel·la i pel·lícula), The Lost World (pel·lícula)
- Interpretat per Cameron Thor

Dr. Lewis Dodgson és antagonista de la saga de Jurassic Park i un dels pocs personatges que apareixen en ambdues novel·les. El seu nom es deriva de la Charles Dodgson, que va escriure sota el pseudònim "Lewis Carroll".
En l'univers de Jurassic Park, en Dodgson és un científic ambiciós que no té por de fer accions agressives en general, considerades poc ètiques per aconseguir el que vol, dient que "no es veuran frenats per les regulacions fetes per ànimes menors". En Dodgson treballa per Biosyn, una companyia que competeix amb en Hammond i té una reputació científica molt més desigual. Dodgson es descriu en les novel·les més com un venedor que un científic i algú que s'especialitza tant en l'enginyeria inversa i l'adulteració/robatori del treball d'altres. Espera tenir a les mans la tecnologia d'en Hammond per tal de crear els dinosaures. Ell i la seva companyia intentar clonar dinosaures no com un atractiu turístic, sinó com a potencials subjectes de prova per a aplicacions de laboratori. Ell és retratat com a fred, despietat i impacient. Durant la primera novel·la, en Dodgson contracta en Dennis Nedry per robar embrions de dinosaures per la seva companyia. En la cotniuació de la novel·la, en Dodgson és molt més ambiciós i requereix un equip a l'Illa Sorna, en un intent d'acesguir els ous de dinosaure fecundats. Dodgson i el seu equip, sense preocupar-se dels perills d'aquests animals, moren ràpidament.
Dodgson fa una breu aparició en la primera pel·lícula i està completament escrit de la segona pel·lícula. Per a la segona pel·lícula, el seu personatge amb fins de lucre i les accions d'ingenuïtat pel que fa als dinosaures es transfereixen a Peter Ludlow, el nebot d'en Hammond i conseller delegat de InGen.

### John Arnold
- Apareix a: Jurassic Park (novel·la i pel·lícula)
- Interpretat per Samuel L. Jackson

John Raymond Arnold ("Ray") és el cap d'enginyers de Jurassic Park, dirigeix el centre de control principal del centre de visitants. Se'l descriu com un home fumador i angoixat crònic. Com a enginyer de sistemes, l'Arnold havia dissenyat armes per als militars dels EUA i més tard va treballar en diversos parcs temàtics i zoològics abans d'unir-se a l'equip de Parc Juràssic. És un home poc optimista, que mantenia la fe total en els sistemes informàtics i segueix creient que tot i els contratemps, les coses sortirien bé al final. Quan en Dennis Nedry bloqueja el sistema, l'Arnold, després de molta persuasió per Donald Gennaro, apaga tota l'energia del parc i restableix els sistemes de control per ordinador. Després d'encendre de nou, ell creu que el problema ha estat resolt, quan podria haver estat pitjor. Al tancament de la xarxa elèctrica principal, va apagar diversos sistemes que es van veure afectats per tancament d'en Nedry, incloent el pàdoc del Velociraptor. Es dona compte del seu error després de moltes hores, i els voluntaris surten a l'exterior per restaurar l'energia al generador principal. Abans d'això, però, ell és assassinat per un velociraptor escapat.
En la pel·lícula de 1993 de Spielberg, l'Arnold de vegades se'l crida com a "Ray", malgrat que el seu nom de pila és John. Això es va fer per distingir de John Hammond. Aquest Arnold té un paper menor que a la novel·la, però conserva la mateixa personalitat i les seves perspectives. La mort d'Arnold no es mostra en escena, però l'aparició d'un braç arrancat ho confirma. En una escena eliminada de la segona pel·lícula, es diu que la família d'Arnold han rebut un acord de $23 milions d'InGen en una demanda en relació amb la seva mort.

### Donald Gennaro
- Apareix a: Jurassic Park (novel·la i pel·lícula)
- Interpretat per Martin Ferrero

Donald Gennaro és l'advocat enviat en nom dels inversors Jurassic Park per investigar la seguretat del parc després de diversos informes dels treballadors desapareguts o morts. Ell es descriu com un home de baixa estatura, musculós i representa un "home comú" de la personalitat dels personatges. Tot i que inicialment es preocupa només dels seus decebedors supervisors, aviat es cau això quan la seva vida està amenaçada, centrant-se en la supervivència en el seu lloc. Quan els problemes comencen a ocórrer, ell sempre els maneja adequadament, acompanyant Robert Muldoon en una missió de sotmetre el tiranosaure i el poder de restaurar amb èxit, tot i ser emboscat per un velociraptor. En Grant afirma que la seva actitud negativa ve de tractar d'evitar la responsabilitat pel seu paper en la creació del parc. A prop del final de la novel·la, en Gennaro s'adona que és en part responsable de tot el que passa quan en Grant diu: "Es venen els inversors a una empresa que no acabava d'entendre ... No va marcar en les activitats d'un home a qui coneixia de l'experiència de ser un mentider, i que permet que l'home es fes amb la tecnologia més perillosa de la història humana." Tot i que sobreviu als esdeveniments a l'illa, es mor de disenteria en algun moment després.
A la pel·lícula, Spielberg combina els personatges d'Ed Regis i Donald Gennaro en el mateix personatge. El resultat és un personatge que és covard, avar, mesquí, i preocupat de manera sovint. Quan els altres científics critiquen el parc d'en Hammond per diverses raons, Gennaro és l'únic que dona suport al concepte. Malgrat això, se'l descriu com un "advocat xucla-sang" pel mateix Hammond. Quan el tiranosaure asetge el grup dins dels vehicles, en Gennaro és vençut per la por i abandona en Tim i la Lex. S'amaga en un vàter públic, que posteriorment és destruït i ell és devorat pel dinasaure. En una escena eliminada de El món perdut: Jurassic Park, s'afirma que la família de Donald Gennaro va rebre $36,5 milions d'InGen en un acord pel que fa a la seva mort.

### Dr. Gerry Harding
- Apareix a: Jurassic Park (novel·la i pel·lícula)
- Interpretat per Gerald R. Molen

Dr. Gerald (Gerry) Harding és el cap de veterinaris de Jurassic Park. Anteriorment era expert en aus d'un zoològic important, va acceptar la feina perquè volia ser famós per ser la primera persona a escriure unes directrius per a la cura del parc zoològic dels dinosaures. Quan el primer grup es troba amb ell, ell estava buscant un estegosaure malalt. Amb l'ajuda de l'Ellie Sattler, es troba l'origen de la seva malaltia i és capaç de tractar. Sent l'únic metge a l'illa, que és el que tracta en Malcolm després que ell és atacat pel tiranosaure. Ell és atacat per un Velociraptor durant l'assalt al centre de visitants, però al final sobreviu i surt de l'illa.
Fa una breu aparició en la pel·lícula per primera vegada amb un triceratops malalt abans de sortir en vaixell cap al continent. Ell també apareix com un dels personatges principals de Jurassic park: The Game, un videojoc inspirat en les pel·lícules, on es fa una referència a la seva filla Sara.

### Robert Muldoon
- Apareix a: Jurassic Park (novel·la i pel·lícula) The Lost World (novel·la)
- Interpretat per Bob Peck

Robert Muldoon és el guarda de Jurassic Park. Descrit com un home corpulent, d'uns cinquanta anys, amb els seus profunds ulls blaus i un bigoti gris acer, en Muldoon és un caçador d'animals salvatges que antigament havia treballat amb Hammond en un dels seus parcs anteriors a Kenya. Té experiència treballant amb animals perillosos i té una vista única dels dinosaures. Encara que la majoria de la gent està desconcertada per les criatures, en Muldoon té un punt de vista realista, no romàntica dels animals des de la seva experiència de treball amb altres depredadors perillosos. En Muldoon és una de les poques persones que és veritablement conscient del perill potencial que estaria present si els dinosaures alguna vegada s'escapessin i va dir que "els velociraptors són intel·ligents. Molt intel·ligents. Creu-me, tots els problemes que tenim fins ara no són res comparat amb el que hi hauria de si els velociraptors mai sortissin del seu corral. Ell creu fermament que aquests animals han de ser destruïts, i constantment insta en Hammond per aconseguir més i millors armes en cas d'una emergència. En Hammond fa cas omís d'aquestes advertències, i en una escena titlla en Muldoon de borratxo. Passa la major part de la novel·la al voltant del parc, en general amb en Gennaro, en un intent de restaurar l'ordre. Després és atacat per un grup de velociraptors, però sobreviu per si mateix en un tiroteig. Se'ls arregla per matar a uns quants, i s'escapa de l'illa amb els altres supervivents.
A la pel·lícula, el seu personatge és molt més greu. En la introducció, quan un treballador és atacat per un velociraptor al personal del parc, es dona l'ordre de matar-lo. Assenyala que els velociraptors han posat a prova la tanca perimetral en diferents llocs, amb una obertura. Ell roman a la sala de control amb en Hammond i l'Arnold, en comentar sobre la seguretat i diversos errors de seguretat del parc. Després de la de l'atac, condueix amb la Sattler per rescatar al Dr Malcolm sent perseguits per un Tiranosaure. Durant un intent de restaurar l'energia, en Muldoon utilitza el seu barret per allargar una trampa per a un velociraptor, que en comptes d'enganyar, li prénen una emboscada. A causa de la seva mort mai va ser mostrat a la pantalla, els rumors que el personatge en tornar en futures pel·lícules, encara que plena de cicatrius, es va mantenir fins a la mort de Bob Peck el 1999. Les historietes de les futures continuacions de Juràssic Parc, publicades a Topps Comics, representen que Muldoon va sobreviure a l'atac del velociraptor, al·legant que en Muldoon s'havia familiaritzat tant amb els velociraptors que eren propensos a jugar. D'acord amb el còmic, l'atac vist en la pel·lícula no va ser un atac, sinó que simplement els velociraptors jugaven amb ell.

### Dennis Nedry
- Apareix a: Jurassic Park (novel·la i pel·lícula)
- Interpretat per Wayne Knight

Dennis Nedry és un dels antagonistes de la novel·la. Se'l descriu com un científic obès i desordenat. En Nedry treballa per en Hammond com a programador del sistema i està a càrrec de la xarxa informàtica de Jurassic Park. Tot i que no se li va donar cap detall sobre l'operació de InGen, en Nedry s'esperava per corregir errors i nombroses qüestions sense saber l'objectiu final. Ell se sent deixat fora del circuit i no se sent respectat o pagat prou per la feina essencial que fa. Això el porta a fer un tracte amb en Dodgson de Biosyn per robar els embrions de dinosaures per $ 1,5 milions. Per a això, es tanca els sistemes de seguretat del parc, incloent diverses tanques elèctriques al voltant de certs dinosaures seleccionats. Tenia la intenció de robar embrions d'un laboratori de seguretat, conduir a través del parc, ja que una persona l'espera al moll, i tornar al seu lloc abans que algú sospiti. Tot i que estava destinat únicament a ser temporal, es bloqueja el seu jeep i posteriorment assassinat per un Dilophosaurus. Malgrat el seu orgull pel seu coneixement dels sistemes informàtics complexos el va fer sentir-se més important que els altres treballadors, en Tim és més capaç de navegar pel sistema per tal de restablir l'energia al centre de visitants. A la continuació, en Malcolm no l'inclou com una de les persones mortes atribuïdes al parc. Això implica que la seva mort és desconeguda per la majoria dels personatges que, presumiblement, es creu que va escapar de l'illa. El paper d'en Nedry a la pel·lícula és generalment la mateix que en la novel·la.

### Dr. Henry Wu

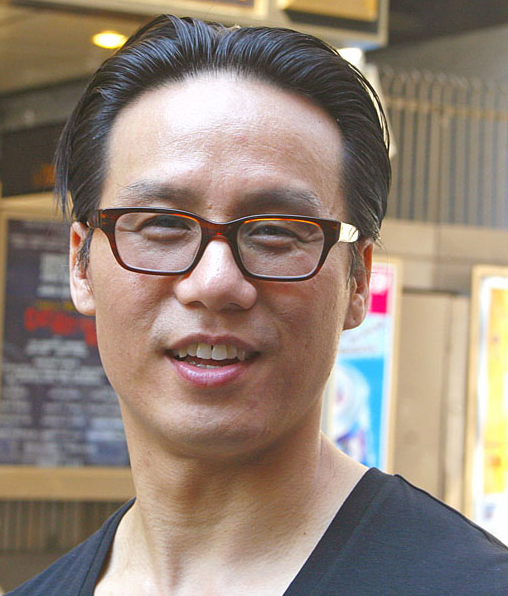
B.D. Wong pren el paper del genetista Dr. Henry Wu.

- Apareix a Jurassic Park (novel·la i pel·lícula)
- Interpretat per BD Wong

Dr. Henry Wu és un personatge de la primera novel·la. El Dr. Wu és el cap de genètica al Parc Juràssic i el cap de l'equip que va crear als dinosaures. Ell va ser un nen prodigi, guanyant l'atenció primerenca de la seva tesi de llicenciatura al MIT. Tot i que és el que porta als dinosaures a la vida, demostra poc interès pels animals, en la mesura que ni tan sols pot recordar exactament sobre com havia fet. Es proposa l'alteració genètica dels dinosaures, no per millorar, però per fer-los més manejables, però no va poder obtenir l'aprovació de Hammond. Quan més tard es va presentar amb el fet que els dinosaures s'han estat reproduint, això demostra que ha fallat el disseny correct, i el va confondre amb un "enorme validació del seu treball". A la novel·la, és assassinat durant l'assalt al centre de visitants, quan un velociraptor li salta a sobre des del sostre del centre. En Wu té un paper molt reduït en la pel·lícula, i surt de l'illa en l'últim vaixell a terra ferma abans del problema de l'energia.
En Wu s'esmenta indirectament en la segona novel·la quan en Malcolm descobreix vells documents de InGen dirigit al Dr Henry Wu dispersos per tota la planta de fabricació abandonada a l'Illa Sorna.

### Ed Regis
Apareix a: Jurassic Park (només en la novel·la)
Ed Regis és un publicista d'InGen. En Regis fa sovint petits treballs per en Hammond que estan més enllà de la seva àrea d'especialització, com ara escortar a un treballador ferit a un hospital de Costa Rica i actuant com una mainadera per en Lex i en Tim durant la seva visita al parc. Tot i ser massa confiat sobre el parc i gairebé negligent pel que fa als accidents que han ocorregut, la por l'assoleix ràpidament i les coses comencen a anar malament. Quan el tiranosaure surt travessa la tanca, ell abandona el vehicle corrents, deixant la Lex i en Tim a dins. Després d'amagar-se entre unes roques, es tracta de fer el seu camí de retorn als cotxes, però el dinosaure si abalança a sobre i és destrossat per un tiranosaure jove. La seva cama és amputada més tard per en Gennaro i en Muldoon, a causa de l'atac.
El personatge Ed Regis és fora de la pel·lícula, tot i certs aspectes del seu personatge, com el nerviosisme i la covardia es donen a la versió de la pel·lícula de Donald Gennaro. En conseqüència, en Gennaro mort durant l'atac del T-Rex a la pel·lícula i és també una reminiscència de la mort de Regis.

## The Lost World
Aquests personatges apareixen primer en la novel·la de The Lost World.

### Richard Levine
Apareix només en la novel·la
En l'univers de Jurassic Park, en Richard Levine és un dels paleontòlegs més brillants i dels més rics del món. El Dr. Marty Guitierrez sembla el seu veritable amic, encara que finalment es forma una delicada relació amb el Ian Malcolm. En Levine té una personalitat espontània i d'egoisme, i arriba a ser una font d'irritació constant a la resta dels seus companys, principalment en Malcolm. Els nens, Arby Benton i Kelly Curtis, no obstant això, l'admiren, el que li va causar a desenvolupar una actitud paternal cap a ells.
En Levine originalment té la intenció de viatjar a l'Illa Sorna com a part de l'equip de Malcolm, però, en canvi, es dirigeix pel seu compte abans que el govern de Costa Rica té l'oportunitat de destruir l'illa. Quan la resta del seu equip arriba, es troben constantment corrent darrere d'ell quan es decideix continuar amb la seva investigació, independentment del que estigui succeint al seu voltant. Tot i que és mossegat dos cops per un Procompsognathus, que en última instància, s'escapa de l'illa sense danys d'importància.

### Jack "Doc" Thorne
Apareix només en la novel·la
Jack "Doc" Thorne és un enginyer de material que s'especialitza en la construcció d'equips de camp, vehicles i armament per als científics de tot el món. És una barreja eclèctica de trets de personatge, basant-se tant en l'experiència pràctica i la filosofia oriental, afirmant que cal saber la filosofia i la història per tenir èxit en l'enginyeria. La seva empresa, de sistemes mòbils de camp, és contractat per Richard Levine per equipar la seva expedició per estudiar la població de dinosaures a l'illa Sorna. La contribució de Thorne amb la missió de Levine s'inclou amb un vehicle remolc de recerca gran, anomenat "El desafiament", un SUV elèctrica, una moto, un parell d'escopetes d'aire comprimit Lindstradt, i una versió modificada telèfon per satèl·lit. Quan en Levine es perd a l'illa, en Thorne acaba el viatge a l'Illa Sorna amb el Ian Malcolm i Eddie Carr per recuperar-lo. A l'illa, en Thorne acaba salvant als seus amics diverses vegades, i acaba per sobreviure al final de l'illa. En Thorne en si mateix no és un personatge a la pel·lícula, encara que parts del seu personatge s'integren en Eddie Carr i Roland Tembo.

### Ajay Sidhu
Apareix només en la pel·lícula
Ajay Sidhu, interpretat per Harvey Jason, és el company de caça d'en Roland Tembo de l'Índia. Ell adverteix als homes d'en Tembo de mantenir-se al marge de l'herba, però es rebel·len contra aquest advertiment i mor a causa del velociraptor. La seva mort no es mostra a la pantalla, però se suposa que va morir a l'herba amb els homes d'en Tembo. La mort del seu millor amic, fa que en Tembo abandoni l'expedició i renunci a la cerca de l'objectiu final.

### Eddie Carr
Eddie Carr, interpretat per Richard Schiff, és expert en el grup de camp. Ell se suma a l'equip enviat a l'illa pel fet que els vehicles que no havien estat provats sobre el terreny. L'Eddie s'espanta amb illa Sorna, i no vol res més per recuperar en Richard Levine i sortir de l'illa tan aviat com sigui possible. Ell té una relació antagònica amb el Ian Malcolm, ja que no li agrada l'opinió d'en Carr que està tan fortament influenciat per l'electrònica no fiables. Ell és finalment assassinat per un grup de velociraptors, mentre que combat amb un tub de ferro. A la pel·lícula, ell és assassinat per dos T-Rex adult abans d'empènyer als tràilers en direcció oposada al penya-segat.
En la segona novel·la, que és descrit és fort i compacte, amb 25 anys i que prefereix la ciutat. A la pel·lícula, ell té els cabells negres, és calb, i és almenys deu anys més que la descripció en la novel·la, adquirint les característiques de si mateix i de Doc Thorne.

### Kelly Curtis/Malcolm
Apareix en la novel·la i editat en la pel·lícula
Kelly, interpretada per Vanessa Lee Chester, és un amiga propera de l'Arby i, en la pel·lícula només, la filla d'en Malcolm. La Kelly se sent fascinat per la ciència i idolatra la Dra. Sarah Harding. Quan va saber que la Sarah estava en el viatge, va decidir colar-se a bord. Tant en la pel·lícula i la novel·la, la Kelly se les arregla per dominar un velociraptor colpejant a una canonada trencada i un tret amb un rifle d'aire comprimit d'en Lindstradt, respectivament. L'adaptació de la pel·lícula el seu personatge es va fusionar amb l'Arby.

### R.B. "Arby" Benton
Apareix només en la novel·la
R.B. "Arby" Benton és un afroamericà que és amic de la Kelly. Ell tendeix a ser reservat i tímid, però és molt intel·ligent i bo amb els ordinadors. Quan la Kelly va expressar el seu interès com a polissó en el viatge amb ell, va ser ell qui va idear un pla per fer-ho.
Entre els rumors per a la producció del quart lliurament de la saga cinematogràfica és la inclusió d'una versió adolescent de l'Arby en un paper similar al de la novel·la.

### Dra. Sarah Harding
Dra. Sarah Harding, interpretada per Julianne Moore, és una conductivista animal que s'especialitza en depredadors africans. És intel·ligent i forta, i empra el sentit comú i sentit pràctic en situacions de perill, posant la seguretat dels seus companys en primer lloc. La seva personalitat tranquil·la i experta permet prendre ràpidament el comandament del grup i establir els mitjans perquè puguin sobreviure i escapar de l'illa. Ella i Ian Malcolm estaven en una relació per un període, on, en un moment donat, ella va dir que ella estava enamorada d'ell. La relació no va funcionar, tot i que encara seguien sent amics propers. Ella és l'ídol de la Kelly, que la veu com a forta i intel·ligent. Tot i que no diu ni en les pel·lícules o les novel·les, Michael Crichton va confirmar que ella era filla del Dr Gerry Harding.
A la pel·lícula, el personatge de Dr. Harding es va fusionar amb la de Richard Levine. Ella segueix sent intel·ligent, però impulsiva i molt disposada a interaccionar amb els animals, sovint posant-se a si mateixa i els altres en perill. El seu personatge a la pel·lícula és un paleontòlega de conducta, en lloc d'una conductista animal, que s'especialitza en el comportament sobre la cria dels fills dels dinosaures.

### Howard King
Apareix a la novel·la, només.
Howard King és un ajudant de Lewis Dodgson. Quan va ser biòleg d'èxit sota Biosyn, va perdre credibilitat quan les seves investigacions sobre els factors de la coagulació de la sang van fracassar. En Dodgson va acomiadar en King com el seu ajudant al departament d'enginyeria inversa. Està divorciat i té un fill, a qui només veu els caps de setmana. A la novel·la, que acompanya en Dodgson a l'illa, però se separen per recuperar els ous d'un niu de tiranosaure. En King eventualment comença a estar en desacord amb els desitjos foscos d'en Dodgson, alleujats quan veu al seu cos colpejat. Amb el temps, ell és assassinat per velociraptors mentre intentava escapar d'un camp. La seva mort es treballa en la tercera pel·lícula a través de Udesky.

### George Baselton
Apareix només en la novel·la
George Baselton és un professor de biologia de la Universitat Stanford i ajudant d'en Lewis Dodgson. La seva feina és la de mantenir en Dodgson i Biosyn en bones mans, passi el que passi. Quan ell i en Dodgson estan tractant de robar els ous de tiranosaure, el dispositiu de so d'en Dodgson s'utilitza per mantenir els tiranosaures lluny esdevé desconnectat. Els dos homes es posen immòbils, creient falsament que la visió dels dinosaures es basen en el moviment. Els tiranosaures posteriorment el maten.

### Diego
Apareix només en la novel·la
Diego és el guia de Levine a l'Illa Sorna. Ell és un jove i entusiasta de Costa Rica que va anar a l'illa diverses vegades quan era un nen i coneix la terra millor que ningú. Ell no creu que hi ha dinosaures, fins i tot quan Levine adverteix que callés, simplement diu que no tenen res a témer. Ell sembla molestar de vegades en Levine, no només a través de la seva insistència en que només les aus viuen a l'illa, sinó també per desobeir les seves ordres perquè s'abstinguin de l'ús d'elements com els cigarrets, a l'Illa Sorna. Diego imor quan és emboscat per un Carnotaurus mentre que ell i Levine veuen un Mussaurus en total sorpresa. En Carter sembla haver heretat la seva actitud en la segona pel·lícula. L'Enrique, a partir de la tercera pel·lícula, també s'assembla en Diego.

### Nick Van Owen
Apareix només en la pel·lícula
Nick Van Owen, interpretat per Vince Vaughn, és un video documentalista i membre de l'expedició de Malcolm a l'Illa Sorna. Ell és un director de documentals, amb experiència, havent cobert les guerres de Ruanda i Bòsnia. També ha treballat amb Greenpeace, l'experiència que més tard l'impulsa a actuar en defensa dels dinosaures. Ell és l'únic membre de l'equip per ser avisat en l'expedició de InGen, i es va colar al seu campament per alliberar els animals capturats i pertorbar el seu funcionament de la collita. També rescata el jove T-Rex d'en Tembo, donant lloc a una confrontació amb els seus pares que els fils dels dos equips a l'illa. A mesura que els equips es fusionen i treballen cap a un pla d'escapament, en Nick fàcilment guanya el respecte tàcit dels robusts homes de InGen, com en una escena que es mostra sense esforç per motivar els homes, mentre que Peter Ludlow falla. Els seus conflictes de la naturalesa d'activistes amb l'estil de gran caçador blanc de Tembo, i més tard secretament canvia la munició d'aquest últim per garantir que els adults de T-Rex no el matin. Quan el grup arriba al compost InGen, és en Nick que lluita més enllà dels velociraptors i utilitza la ràdio per demanar el rescat. Ell és vist per última vegada en l'helicòpter d'evacuació en primer lloc, reflexiona sobre l'experiència. Ell no és present en l'incident posterior a San Diego.

### Peter Ludlow
Apareix només en la pel·lícula
Peter Ludlow, interpretat per Arliss Howard, és el recentment elegit CEO de InGen. És el nebot d'en John Hammond, i l'antagonista principal de la segona pel·lícula. Va aconseguir la posició durant una reunió improvisada amb el tauler de InGen de directors després d'un accident amb un grup de compsognathus i el porta a expulsar per unanimitat en Hammond per en Ludlow com el seu reemplaçament. El seu personatge, basat en Lewis Dodgson, es descriu com a despietat, egoista, cobdiciós, i condescendent cap a aquells que van treballar per a ell o per als que no li agradés. Com a resultat, no va ser molt respectat pels membres del seu equip que van optar per seguir a Roland Tembo o Nick Van Owen en lloc d'ell.
En un intent per revitalitzar l'atracció original de Hammond, Ludlow reuneix un equip InGen per recuperar els dinosaures d'Illa Sorna per a l'exhibició a San Diego. Al final, Ludlow només va aconseguir portar un Tyrannosaurus Rex adult i el seu nadó, amb resultats desastrosos, ja que l'adult de T-Rex va començar a causar estralls a San Diego. En tractar de recuperar al jove dinosaure al celler d'un vaixell de càrrega de InGen, es va enfrontar i va ser capturat per l'adult, a qui ell havia donat per mort després d'ordenar un tret, i després va ser assassinat pel nadó.
En la sèrie de còmic no canònic, Ludlow sobreviu a l'atac del nadó T-rex, però li deixa una horrible cicatriu, va en una cadira de rodes a causa de les seves cames estan afectades i el seu rostre estava cobert de nombroses cicatrius. Va ser assassinat de nou, aquesta vegada pels velociraptors, en gran manera a causa de les accions de Tim Murphy.

### Roland Tembo
Apareix només en la pel·lícula
Roland Tembo, interpretat per Pete Postlethwaite, és un caçador d'animals famós contractat per InGen per a l'expedició. Tot i que va ser contractat per InGen, la seva principal motivació per anar a l'illa Sorna amb el seu company de caça, Ajay Sidhu era la possibilitat de caçar el trofeu final, un adult de Tyrannosaurus. Tot i que rep el seu premi al final, es perd la resta del seu equip, incloent Ajay, que es preocupava molt per en Tembo. Com a resultat, en Tembo deixa la caça. Quan en Ludlow li ofereix un treball en el nou Parc Juràssic a San Diego, es nega, dient: "He passat força temps a l'empresa de la mort."

### Dieter Stark
Apareix només en la pel·lícula
Dieter Stark, interpretat per Peter Stormare, va ser nomenat per InGen per ser el segon al càrrec d'en Tembo. Tot i ser designat el seu segon al comandament, en Tembo no el respecta tant com ho fa amb Ajay Sidhu. Després de ser separat dels altres, és atacat i assassinat per un grup de Compsognathus.
Els seus miralls de mort de John Hammond de la novel·la original. Malgrat el seu cognom no és verbal esmentat en la pel·lícula en si, apareix en els crèdits.

### Dr. Robert Burke
Apareix només en la pel·lícula
Dr. Robert Burke, interpretat per Thomas F. Duffy, és un paleontòleg de InGen. Tot i que va ser considerat per InGen a ser un dels seus millors científics, que ofereix diverses peces d'informació incorrecta, algunes de les que es tradueix en la mort de Dieter Stark. En Burke és assassinat per un Tiranosaure mentre s'amagava sota d'una cascada quan es sobresalta per una serp lliscant cap avall en la seva camisa.
Durant una conversa amb en Ian Malcolm, Sarah Harding declara que, "Robert Burke va dir que el T-Rex era un murri que abandona a les seves criatures en la primera oportunitat. Sé que puc demostrar el contrari." La teoria d'en Burke va ser refutada més endavant en la pel·lícula quan els tiranosaures adults van atacar la caravana que estava al seu nadó de tiranosaure a dins.

### Ed James
Apareix només en la novel·la
Ed James va ser acomiadat per en Dodgson poc després dels esdeveniments de la primera novel·la a obtenir informació dels supervivents de l'incident a Isla Nublar. després de seguir en Richard Levine per un temps, s'assabenta de la ubicació de l'Illa Sorna, que després informa en Dodgson. Ell no acompanya cap dels equips a l'Illa Sorna.